# 2021
2021 (MMXXI) je bilo navadno leto, ki se je po gregorijanskem koledarju začelo na petek.
Generalna skupščina Združenih narodov je leto 2021 razglasila za mednarodno leto sadja in zelenjave, prav tako je to leto mednarodno leto miru in zaupanja, mednarodno leto ekonomije za trajnostni razvoj in mednarodno leto za prepoved otroškega dela.
V letu 2021 so bili izvedeni številni dogodki, ki bi se sicer odvijali leta 2020, vendar so bili prestavljeni ali celo odpovedani zaradi pandemije covida-19. Med njimi so Pesem Evrovizije 2021, Konferenca Združenih narodov o klimatskih spremembah, EXPO 2020 in več športnih prireditev na čelu s poletnimi olimpijskimi igrami. Pandemija je sicer še trajala, vendar so ukrepi za zamejevanje širjenja okužb, razviti v vmesnem času, omogočili izvedbo vsaj v okrnjeni obliki.

## Dogodki

### Januar
- 3. januar – Po letu 1970 je spet stekel redni železniški potniški promet med Grosupljem in Kočevjem.[6]
- 6. januar – Med potrjevanjem izida predsedniških volitev v ZDA so podporniki predsednika Donalda Trumpa nasilno vdrli v kongresno palačo, ubiti so bili policist in štirje izgredniki.[7]
- 9. januar – V Indoneziji je strmoglavilo letalo 182 Sriwijaya Air.[8]
- 15. januar – Veljati je začela prepoved prehitevanja tovornjakov na avtocesti A1 v svetlem delu dneva.[9]
- 20. januar – Joe Biden je zaprisegel kot 46. predsednik Združenih držav Amerike.
- 22. januar – Veljati je začel Sporazum o prepovedi jedrskega orožja, ki ga je do tega datuma podpisalo 86 držav, a brez jedrskih sil in članic zveze NATO.
- 26. januar – Odstopil je ministrski predsednik Italijanske republike Giuseppe Conte.

### Februar
- 1. februar – Vojaška hunta v Mjanmaru je z državnim udarom odstavila predsednico vlade Aung San Su Či in znova prevzela oblast v državi.
- 13. februar – Senat Združenih držav Amerike je oprostil ameriškega predsednika Donalda Trumpa druge ustavne obtožbe v njegovem mandatu, tokrat o hujskanju k uporu proti oblasti.
- 15. februar – 
  - Vlada Republike Slovenije je zaradi postopnega padanja okužb z novim koronavirusom sprostila nekatere omejitve javnega življenja, med drugim omejitev gibanja na občino stalnega prebivališča.
  - Vlada premierja Janeza Janše je prestala glasovanje o konstruktivni nezaupnici v Državnem zboru, predlog katere je vložila opozicija pod vodstvom kandidata za premierja Karla Erjavca.
- 18. februar – Nasin rover Perseverance, del odprave Mars 2020, je uspešno pristal v kraterju Jezero na Marsu.[10]

### Marec
- 6. marec – Papež Frančišek se je v Iraku sestal z velikim ajatolo al Sistanijem, kar je bilo prvo srečanje med papežem in šiitskim verskim voditeljem in prvi papeški obisk Iraka v zgodovini.
- 23. marec – Zaradi močnega vetra je v Sueškem prekopu nasedla kontejnerska ladja Ever Given in popolnoma blokirala eno najprometnejših plovnih poti na svetu.[11]
- 24. marec – Virginija je odpravila smrtno kazen.[12]
- 27. marec – Na Aljaski se je v goro zaletel helikopter Airbus AS350 B3, pri čemer je umrlo 5 ljudi.[13]
- 29. marec – S pomočjo nočne plime so osvobodili kontejnersko ladjo Ever Given; na obeh straneh Sueškega prekopa se je medtem nabralo približno 300 plovil.[14]
- 31. marec:
  - Podpisana je bila pogodba za začetek del na trasi drugega tira železniške proge Divača–Koper.[15]
  - V Postojni je bila ustanovljena Uprava avtocestne policije

### April
- 2. april – Na Tajvanu je iztiril potniški vlak, pri čemer je umrlo 34 ljudi; oblasti so štele nesrečo za najbolj smrtonosno v zadnjih nekaj desetletjih.[16][17]
- 9. april – Izbruhnil je ognjenik La Soufrière na karibskem otoku Sveti Vincencij.[18]
- 18. april – Dvanajst evropskih nogometnih klubov je oznanilo ustanovitev Superlige kot konkurence Ligi prvakov,[19] ki pa se je končalo manj kot 48 ur kasneje z odstopom večine klubov zaradi burne reakcije Uefe in navijačev.[20]
- 19. april – Nasin helikopter Ingenuity, del odprave Mars 2020, je izvedel prvi nadzorovan polet z lastnim pogonom na drugem planetu v zgodovini.[21]
- 28. april – Evropski parlament je potrdil Sporazum o trgovini in sodelovanju med EU in Združenim kraljestvom.
- 29. april – Kitajska Nacionalna vesoljska administracija je izstrelila prvi modul načrtovane vesoljske postaje Tjangong.[22]

### Maj
- 5. maj – Začela so se gradbena dela za drugi tir med Divačo in Koprom.[23]
- 12. maj – V Sloveniji je bil potrjen prvi primer »indijske« mutacije novega koronavirusa.[24]
- 19. maj – Med spopadom se je razstrelil Abubakar Šekau, vodja razvpite teroristične organizacije Boko Haram.[25]
- 20. maj – Z vrnitvijo zadnjih šestih vojakov v domovino se je končala misija Slovenske vojske v Afganistanu, ki je potekala od leta 2004.[26]
- 23. maj:
  - Beloruske oblasti so prisilile v pristanek potniško letalo na letu 4978, ki je letelo skozi zračni prostor države, da so lahko aretirale novinarja in opozicijskega aktivista Romana Protaseviča na krovu, kar je sprožilo mednarodni incident.[27]
  - Na trasi žičnice Stresa-Mottarone je padla gondola, pri čemer je umrlo 14 ljudi.[28]

### Junij
- 3. junij – V potok pri Pivoli so storilci nezakonito odvrgli 200 ton odpadnega blata iz čistilne naprave.[29][30]
- 4. junij:
  - Z uveljavitvijo ustavnega zakona je Slovenija kot prva država v Ustavo Republike Slovenije vpisala pravico do uporabe jezika gluhoslepih.[31]
  - V Ajdovščini je bila ustanovljena prva gorska reševalna služba na kolesih v Sloveniji.[32]
- 10. junij – Zgodil se je kolobarjast Sončev mrk; najlepše je bil viden iz Kanade, Grenlandije in Evrope.[33]
- 11. junij–11. julij – V Evropi je potekalo evropsko prvenstvo v nogometu 2021, naslov je osvojila Italija.
- 16. junij: 
  - Potekel je vladni odlok o razglasitvi epidemije Covida-19 v Sloveniji, v veljavi pa so ostali nekateri omejitveni ukrepi.[34]
  - Odprt je bil nov potniški terminal na Letališču Jožeta Pučnika Ljubljana.[35]
- 17. junij – Na kitajsko vesoljsko postajo Tjangong so prispeli prvi trije astronavti.[36]
- 24. junij – V divjanju tornada na južnem Češkem je umrlo 5 ljudi, več kot 300 pa jih je bilo poškodovanih.[37]

### Julij
- 1. julij – Slovenija je drugič od vstopa v Evropsko unijo prevzela predsedovanje Svetu Evropske unije.[38]
- 4. julij – V provinci Sulu na jugu Filipinov je strmoglavilo letalo C-130 filipinskega vojnega letalstva, pri čemer je umrlo 45 ljudi.[39]
- 11. julij – Na referendumu o Zakonu o spremembah in dopolnitvah Zakona o vodah so volivci zavrnili spremembe zakona.[40]
- 18. julij – Slovenski kolesar Tadej Pogačar je drugič v karieri zmagal na najprestižnejši kolesarski dirki Tour de France, Luka Mezgec je bil četrti.[41]
- 19. julij – Z izdajo energetskega dovoljenja se je začel upravni postopek za izgradnjo drugega bloka Jedrske elektrarne Krško.[42]
- 23. julij–8. avgust – V Tokiu so potekale Poletne olimpijske igre 2020, ki so bile prestavljene zaradi pandemije Covida-19, zaradi epidemioloških razmer tudi to leto brez gledalcev na tribunah.[43]
- 28. julij – Odbor za svetovno dediščino je vpisal izbrana dela Jožeta Plečnika v Ljubljani in Črni vasi na seznam Unescove svetovne dediščine kot »urbano oblikovanje po meri človeka«.[44]

### Avgust
- 13. avgust – V Sloveniji je bil odkrit prvi primer virusa rjave grbančavosti plodov paradižnika (ToBRFV), Uprava za varno hrano, veterinarstvo in varstvo rastlin pa je zaukazala izkoreninjenje.[45]
- 14. avgust – Zahod Haitija je prizadel potres z magnitudo 7,2 po momentni lestvici in povzročil več kot 1200 življenj.[46]
- 15. avgust – Talibani so po dvoinpolmesečni ofenzivi, ki se je začela ob umiku zahodnih sil, zavzeli Kabul, zrušili afganistansko vlado in prevzeli nadzor nad vso državo.[47]

### September
- 15. september: 
  - Pandemija koronavirusne bolezni 2019 v Sloveniji: Zaradi hitrega povečevanja števila okužb je Vlada Republike Slovenije uvedla pogoj PCT (»prebolel, cepljen ali testiran«) za skoraj vse zaposlene in potrošnike v državi.[48]
  - Na ljubljanskem Trgu republike je potekal protest proti zaostritvi pogoja PCT s približno 8000 udeleženci, ki se je na koncu sprevrgel v nasilne izgrede.[49]
- 15.–18. september – Podjetje SpaceX je uspešno izvedlo odpravo Inspiration4, prvi orbitalni vesoljski polet v zgodovini z izključno civilnimi potniki na krovu.[50]

### Oktober
- 1. oktober – V Dubaju se je začela svetovna razstava Expo 2020, ki je bila prestavljena zaradi pandemije Covida-19.
- 3. oktober – Mednarodni konzorcij preiskovalnih novinarjev je objavil t. i. Pandorine dokumente, zbirko 11,9 milijona zaupnih dokumentov o prikritih finančnih transakcijah vplivnih ljudi v davčnih oazah.[51]
- 6. oktober: 
  - Svetovna zdravstvena organizacija je odobrila uporabo RTS,S, prvega cepiva proti malariji.[52]
  - Na Brdu pri Kranju je potekal vrh voditeljev držav Evropske unije in Zahodnega Balkana, ki ga je gostilo slovensko predsedstvo Evropskega sveta.[53]
- 15. oktober – Italijanski zračni prevoznik Alitalia je izvedel svoj zadnji polet[54]
- 30. in 31. oktober – V Rimu je potekal vrh G20[55]

### November
- 5. november – V eksploziji cisterne v Freetownu je umrlo 99 ljudi, vsaj 100 pa jih je bilo poškodovanih.[56]
- 25. november – V rudniški nesreči v Listvjažnaji (Rusija) je umrlo 51 ljudi, 49 pa jih je bilo poškodovanih.
- 30. november – Barbados je po 55 letih samostojnosti pod britansko krono postal republika.[57]

### December
- 4. december – Na združitvenem kongresu je nastala stranka Konkretno, s čimer se je končala zgodovina Stranke modernega centra (SMC)
- 8. december – Po šestnajstih letih se je končal mandat nemške kanclerke Angele Merkel, nasledil jo je Olaf Scholz.
- 25. december – V vesolje je bil izstreljen vesoljski teleskop James Webb, naslednik Hubbla.[58]

## Smrti

### Januar
- 1. januar – Carlos do Carmo, portugalski pevec (* 1939)[59]
- 4. januar: 
  - Tanya Roberts, ameriška igralka in producentka (* 1955)[60]
  - Martinus J.G. Veltman, nizozemski fizik, nobelovec (* 1931)[61]
  - Ivan Nemanič, slovenski arhivist (* 1931)
- 6. januar – Marjana Lubej, slovenska pravnica (* 1945)
- 7. januar:
  - Henri Schwery, švicarski škof (* 1932)[62]
  - Dušan Florjančič, slovenski strojni inženir (* 1927)[63]
- 8. januar – Dušan Florjančič, slovenski strojni inženir (* 1927)
- 9. januar – Giovanni Zucchi, italijanski veslač (* 1931)
- 11. januar – Kathleen Heddle, kanadska veslačica (* 1965)[64]
- 13. januar:
  - Eusébio Oscar Scheid, brazilski škof (* 1932)[65]
  - Gimax, italijanski dirkač (* 1938)
- 17. januar – Liane Winter, nemška atletinja (* 1942)[66]
- 21. januar:
  - Jolka Milič, slovenska prevajalka (* 1926)
  - Ivan Hočevar, slovenski general (* 1933)
- 22. januar – Mira Furlan, hrvaško-ameriška igralka (* 1955)[67]
- 23. januar – Larry King, ameriški televizijski voditelj (* 1933)[68]
- 26. januar:
  - Jozef Vengloš, slovaški nogometaš in nogometni trener (* 1936)
  - Janez Pirnat, slovenski kipar (* 1932)[69]
  - Margitta Gummel, nemška atletinja (* 1941)[70]
- 27. januar:
  - Helga Klein, nemška atletinja (* 1931)
  - Gert Blomé, švedski hokejist (* 1934)[71]
- 28. januar – Adrián Campos, španski dirkač (* 1960)[72]
- 29. januar:
  - Hilton Valentine, angleški rock&roll kitarist (* 1934)[73]
  - Drago Hrvacki, slovenski slikar (* 1936)
- 31. januar – Miroslav Tuđman, hrvaški politik (* 1946)

### Februar
- 1. februar:
  - Dustin Diamond, ameriški igralec (* 1977)[74]
  - Per-Olov Härdin, švedski hokejist (* 1937)
- 2. februar – Tom Moore, angleški podpolkovnik in veteran 2. svetovne vojne (* 1920)[75]
- 3. februar:
  - Marko Sosič, slovenski pisatelj in režiser (* 1958)
  - Tony Trabert, ameriški tenisač (* 1930)[76]
- 5. februar:
  - Christopher Plummer, kanadsko-ameriški igralec (* 1929)[77]
  - Radko Močivnik, slovenski diplomat (* 1925)
- 6. februar – Ruža Aćimović Janežič, slovenska ortopedka (* 1928)
- 7. februar:
  - Edo Rodošek, slovenski pisatelj (* 1932)
  - Neva Fajon, slovenska montažerka
- 9. februar – Chick Corea, ameriški glasbenik (* 1941)[78]
- 10. februar:
  - Tamaz Gamkrelidze, gruzinski jezikoslovec (* 1929)
  - Larry Flynt, ameriški založnik (* 1942)[79]
- 13. februar:
  - Milan Mihelič, slovenski arhitekt in urbanist (* 1925)
  - Inger Bjørnbakken, norveška smučarka (* 1933)
- 14. februar – Nevenka Koprivšek, slovenska igralka (* 1959)
- 17. februar – U-Roy, jamajški glasbenik (* 1942)
- 19. februar:
  - Đorđe Balašević, srbski kantavtor (* 1953)
  - Danilo Benedičič, slovenski dramski igralec (* 1933)
- 20. februar – Chris Craft, britanski dirkač (* 1939)[80]
- 21. februar – Zlatko Saračević, hrvaški rokometaš (* 1961)[81]
- 25. februar – Arkadij Davidovič, ruski pisatelj (* 1930)
- 28. februar – Milan Bandić, hrvaški politik in župan Zagreba (* 1955)[82]

### Marec
- 1. marec – Zlatko Kranjčar, hrvaški nogometaš in nogometni trener (* 1956)[83]
- 4. marec – Matija Franko, slovenski športni delavec (* 1934)
- 5. marec – Sergio Bonazza, slovenski zamejski slavist (* 1938)[84]
- 7. marec – Andreana Družina, slovenska politična delavka (* 1920)
- 8. marec:
  - Djibril Tamsir Niane, gvinejski dramatik (* 1932)
  - Keith Greene, britanski dirkač (* 1938)[80]
- 9. marec:
  - James Levine, ameriški dirigent (* 1943)[85]
  - John Polkinghorne, angleški fizik (* 1930)
- 10. marec – Henryk Rozmiarek, poljski rokometaš (* 1949)
- 11. marec – Petar Fajfrić, srbski rokometaš (* 1942)
- 12. marec:
  - Adi Vidmajer, slovenski alpinist (* 1942)
  - Murray Walker, komentator F1 (* 1923)[86]
- 13. marec – Nikola Spiridonov, beloruski šahovski velemojster (* 1923)[87]
- 15. marec:
  - Dragoljub Đuričić, črnogorski glasbenik (* 1953)
  - Yaphet Kotto, ameriški igralec (* 1939)[88]
- 21. marec – Nawal El Saadawi, egipčanska psihiatrinja (* 1931)[89]
- 22. marec:
  - Andreja Kocijančič, slovenska zdravnica (* 1942)
  - Tatjana Lolova, bolgarska igralka (* 1934)[90]
  - Johnny Dumfries, britanski dirkač (* 1958)[91]
- 23. marec:
  - Metod Pirih, slovenski teolog, pedagog in škof (* 1936)[92]
  - Edmund Gettier, ameriški filozof (* 1927)[93]
- 24. marec:
  - Jessica Walter, ameriška igralka (* 1941)[94]
  - Aleksandar Anđelić, srbski hokejist (* 1940)
- 25. marec:
  - Miha Tišler, slovenski kemik (* 1926)
  - Uta Ranke-Heinemann, nemška teologinja (* 1927)[95]
- 29. marec:
  - Petr Kellner, češki poslovnež in bogataš (* 1964)[96]
  - Aleksandar Joksimović, srbski modni oblikovalec (* 1933)[97]

### April
- 3. april – Christian Wiyghan Tumi, kamerunski škof (* 1930)
- 4. april – Rolando Theoni, italijanski smučar (* 1951)[98]
- 5. april – Paul Ritter, angleški igralec (* 1966)[99]
- 6. april:
  - Predrag Živković Tozovac, srbski pevec (* 1936)[100]
  - Walter Olkewicz, ameriški igralec (* 1948)[101]
  - Hans Küng, švicarski teolog (* 1928)[102]
- 8. april – Josip Turk, slovenski zdravnik (* 1929)
- 9. april: 
  - DMX (Earl Simmons), ameriški raper (* 1970)[103]
  - Princ Filip, vojvoda Edinburški, mož kraljice Elizabete II. (* 1921)[104]
- 12. april – Aleš Verbič, slovenski režiser (* 1959)[105]
- 16. april – Richard Parry-Jones, britanski industrijski oblikovalec (* 1951)[106]
- 17. april – Helen McCrory, britanska igralka (* 1968)[107]
- 19. april:
  - Viktor Šuvalov, ruski hokejist (* 1923)[108]
  - Walter Mondale, ameriški politik (* 1928)[109]
- 20. april – 
  - Idriss Déby, čadski politik (* 1952)[110]
  - Anton Jež, slovenski strojni inženir in preživeli interniranec nemškega koncentracijskega taborišča (* 1925)[111]
- 21. april:
  - Ljerka Belak, slovenska igralka (* 1948)[112]
  - France Pibernik, slovenski pesnik (* 1928)
- 23. april – Milva, italijanska pevka (* 1939)[113]
- 24. april – Zlatko Rendulić, hrvaški inženir (* 1920)[114]
- 26. april – Tamara Press, ukrajinska atletinja (* 1937)
- 28. april – Michael Collins, ameriški astronavt (* 1930)[115]
- 29. april:
  - Anne Buydens, ameriška filantropinja in igralka (* 1919)[116]
  - Bogdan Žižić, hrvaški režiser in scenarist (* 1934)[117]
- 30. april:
  - Stojan Sancin, slovenski jamar (* 1947)
  - Mišo Juzmeski, makedonski pisatelj (* 1966)[118]

### Maj
- 1. maj – Olympia Dukakis, ameriška igralka (* 1931)
- 2. maj:
  - Bobby Unser, ameriški dirkač (* 1934)
  - Fedja Rupel, slovenski flavtist (* 1937)
- 4. maj – Leslie Marr, britanski dirkač (* 1922)[119]
- 5. maj – Jurij Gavrilov, ukrajinski rokometaš (* 1967)[120]
- 8. maj – Ronald Inglehart, ameriški politolog (* 1934)[121]
- 10. maj – Michel Fourniret, francoski serijski kriminalec (* 1942)[122]
- 13. maj – Christa Stubnick, nemška atletinja (* 1933)
- 20. maj – Lee Evans, ameriški atlet (* 1947)[123]
- 24. maj – Danilo Lapajne, slovenski grafični oblikovalec in arhitekt (* 1931)[124]
- 30. maj:
  - Jason Dupasquier, švicarski motociklistični dirkač (* 2001)[125]
  - Uroš Peterka, slovenski smučarski skakalec (* 1982)[126]

### Junij
- 1. junij – Toni Gašperič, slovenski humorist (* 1945)[127]
- 2. junij:
  - Zoran Božič, slovenski šolnik in literarni zgodovinar (* 1951)
  - Janez Vajevec, slovenski pedagog in igralec (* 1946)[128]
- 4. junij – David Dushmann, ruski sabljač in trener (* 1923)[129]
- 5. junij – Franc Sever - Franta, slovenski partizan in gospodarstvenik (* 1923)[130]
- 8. junij – Zora Tomič, slovenska sociologinja, političarka in socialna aktivistka (* 1929)
- 10. junij – Norbert Jaušovec, slovenski psiholog (* 1953)
- 11. junij:
  - Paola Pigni, italijanska atletinja (* 1945)
  - Marko Kremžar, slovenski izseljenski pisatelj in publicist v Argentini (* 1928)
- 12. junij:
  - Ivan Zidar, slovenski strojni inženir in gradbenik (* 1938)[131]
  - Slavko Špan, slovenski atlet (* 1938)
- 14. junij – Lisa Banes, ameriška igralka (* 1955)[132]
- 19. junij – Freimut Börngen, nemški astronom (* 1930)
- 23. junij – John McAfee, ameriški računalnikar (* 1945)[133]
- 24. junij – Tran Thien Khiem, vietnamski politik (* 1925)
- 26. junij – Josip Osti, slovensko-bosanski pesnik (* 1945)[134]
- 28. junij – Vera Nikolić, srbska atletinja (* 1948)[135]
- 29. junij – Donald Rumsfeld, ameriški politik (* 1932)[136]
- 30. junij – Janet Moreau, ameriška atletinja (* 1927)

### Julij
- 2. julij – Nikolaj Sličenko, ruski igralec in pevec (* 1934)
- 4. julij
  - Matiss Kivlenieks, latvijski hokejist (* 1996)[137]
  - Richard Lewontin, ameriški genetik (* 1929)[138]
- 5. julij:
  - Raffaela Carra, italijanska pevka in televizijska voditeljica (* 1943)[139]
  - Vladimir Menšov, ruski filmski režiser in igralec (* 1939)[140]
  - Richard Donner, ameriški filmski režiser in producent (* 1930)[141]
- 7. julij – Carlos Reutemann, argentinski dirkač (* 1942)[142]
- 9. julij – Gian Franco Kasper, švicarski športni funkcionar (* 1944)
- 13. julij – Shirley Fry Irvin, ameriška tenisačica (* 1927)
- 14. julij
  - Christian Boltanski, francoski kipar in umetnik (* 1944)[143]
  - Kurt Westergaard, danski karikaturist (* 1935)[144]
- 23. julij:
  - Dario Cortese, slovenski biolog in botanik (* 1964)[145]
  - Tošihide Maskava, japonski fizik (* 1940)[146]
  - Tuomo Ylipulli, finski smučarski skakalec (* 1965)[147]
- 24. julij:
  - Steven Weinberg, ameriški fizik (* 1930)[148]
  - Johnny Young, ameriški diplomat (* 1940)[149]
- 26. julij – Ivan Toplak, slovenski nogometaš (* 1931)[150]
- 28. julij – Albert Bandura, kanadski psiholog (* 1925)[151]
- 31. julij – Angela Bailey, kanadska atletinja (* 1972)[152]

### Avgust
- 4. avgust:
  - Graham McRae, novozelandski dirkač (* 1940)[153]
  - James Rodney Richard, ameriški igralec bejzbola (* 1950)[154]
  - Igor Lipovšek, slovenski geograf (* 1956)[155]
- 10. avgust – Eduardo Martínez Somalo, španski kardinal (* 1927)[156]
- 13. avgust – Carolyn Jean Spellmann Shoemaker, ameriška astronomka (* 1929)[157]
- 15. avgust – Gerd Müller, nemški nogometaš (* 1945)[158]
- 16. avgust – Volodimir Holubniči, ukrajinski atlet (* 1936)[159]
- 21. avgust – Jože Bohorč, slovenski harmonikar in skladatelj (* 1954)
- 22. avgust – Janez Hvale, slovenski glasbenik, skladatelj in besedilopisec (* 1951)
- 23. avgust – Brian Travers, britanski glasbenik (* 1958)[160]
- 24. avgust:
  - Charlie Watts, angleški bobnar (* 1941)[161]
  - Jan Suchý, češki hokejist (* 1944)[162]
  - Hissène Habré, čadski politik in diktator (* 1942)[163]
- 25. avgust – Gerry Ashmore, britanski dirkač (* 1936)[164]
- 26. avgust:
  - Vladimir Šadrin, ruski hokejist (* 1948)[165]
  - Franciszek Gąsior, poljski rokometaš (* 1947)[166]
- 27. avgust:
  - Stjepan Babić, hrvaški jezikoslovec (* 1925)[167]
  - Edmond H. Fischer, švicarsko-ameriški biokemik (* 1920)[168]
- 29. avgust – Lee »Scratch« Perry, jamajški glasbenik (* 1936)[169]

### September
- 2. september – Mikis Theodorakis, grški skladatelj in politik (* 1925)[170]
- 4. september – Bohumil Cepák, češkoslovaški rokometaš (* 1951)[171]
- 5. september – Sarah Harding, angleška pevka (* 1981)[172]
- 6. september:
  - Jean Paul Belmondo, francoski igralec (* 1933)[173]
  - Michael K. Williams, ameriški igralec (* 1966)[174]
  - Adlai Ewing Stevenson III., ameriški odvetnik in politik (* 1930)[175]
- 9. september – Danilo Popivoda, slovenski nogometaš (* 1947)[176]
- 10. september – Jorge Sampaio, portugalski politik (* 1939)[177]
- 11. september – Dragica Turnšek, slovenska geologinja in paleontologinja (* 1932)[178]
- 13. september:
  - Borisav Jović, srbski politik (* 1928)
  - Antony Hewish, angleški astronom (* 1924)[179]
- 14. september:
  - Ladislav Lubina, češki hokejist (* 1967)[180]
  - Jurij Sedih, ukrajinski atlet (* 1955)[181]
- 15. september – Jože Zupanc, slovenski aktivist in borec za pravice veteranov vojn Slovenije
- 16. september:
  - Dušan Ivković, srbski košarkar in košarkarski trener (* 1943)[182]
  - Margarita Ponomarjova, ruska atletinja (* 1963)[183]
  - Clive Sinclair, angleški izumitelj (* 1940)[184]
  - Maks Veselko, slovenski bibliotekar (* 1926)[185]
- 17. september – Abdelaziz Bouteflika, alžirski politik (* 1937)[186]
- 21. september – Mohamed Husein Tantavi, egiptovski politik (* 1935)[187]
- 23. september – Nino Vaccarella, italijanski dirkač (* 1933)[188]
- 26. september:
  - José Freire Falcão, brazilski škof (* 1926)[189]
  - Karl-Sören Hedlund, švedski hokejist (* 1938)

### Oktober
- 3. oktober:
  - Bernard Tapie, francoski poslovnež, politik, igralec (* 1943)[190]
  - Jorge Arturo Augustin Medina Estévez, čilenski škof (* 1923)
  - Lars Vilks, danski karikaturist (* 1946)[191]
  - Budge Patty, ameriški tenisač (* 1924)[192]
- 6. oktober – Tomojasu Asaoka, japonski nogometaš (* 1962)[193]
- 7. oktober – Jože Snoj, slovenski pisatelj in pesnik (* 1934)[194]
- 9. oktober – Ljubo Bavcon, slovenski pravnik (* 1924)[195]
- 12. oktober – Marcus Malone, ameriški tolkalist (* 1944)[196]
- 13. oktober:
  - Agnes Jebet Tirop, kenijska atletinja in svetovna rekorderka (* 1995)[197]
  - Viktor Brjuhanov, ukrajinski energetik, inženir, direktor černobilske elektrarne (* 1935)[198]
- 15. oktober:
  - Jože Skubic, slovenski narodnozabavni pevec (* 1967)[199]
  - Anton Cizel, slovenski partizan in kmet (* 1922)[200]
- 20. oktober:
  - Dragan Pantelić, srbski nogometaš (* 1951)[201]
  - Branko Mamula, srbski admiral (* 1921)[202]
  - Mihaly Csikszentmihalyi, madžarsko-ameriški psiholog (* 1934)[203]
- 27. oktober – Bernd Nickel, nemški nogometaš (* 1949)[204]
- 31. oktober – Dorothy Manley, angleška atletinja (* 1927)[205]

### November
- 1. november – Vasja Predan, slovenski gledališki kritik (* 1930)[206]
- 2. november – Patricija Šulin, slovenska političarka in evropska poslanka (* 1965)[207]
- 3. november – Milan Dular, slovenski kemik (* 1929)[208]
- 9. november – Erika Fisch , nemška atletinja (* 1934)[209]
- 11. november – Frederik Willem de Klerk, južnoafriški politik, nobelovec (* 1936)[210]
- 12. november – Bob Bondurant, ameriški dirkač F1 (* 1933)[211]
- 14. november – Bertie Auld, škotski nogometaš (* 1938)[212]
- 22. november – Noah Gordon, ameriški pisatelj (* 1926)[213]
- 23. november – Miran Györek, slovenski politik (* 1952)[214]
- 24. november – Marko Grilc, slovenski deskar (* 1983)[215]
- 26. november:
  - Boris Paternu, slovenski literarni zgodovinar (* 1926)[216]
  - Stephen Sondheim, ameriški skladatelj in tekstopisec (* 1930)[217]
- 27. november – Matti Keinonen, finski hokejist (* 1941)[218]
- 28. november – Frank Williams, francoski športni direktor (* 1942)[219]

### December
- 2. december:
  - Lovro Šturm, slovenski politik in pravnik (* 1938)[220]
  - Darlene Hard, ameriška tenisačica (* 1936)[221]
- 5. december – Dimitrij Volčič, slovenski politik (* 1931)[222]
- 7. december – Ingo Pasch, slovenski politik in pravnik (* 1941)[223]
- 9. december – Shamim Alam Khan, pakistanski general (* 1937)[224]
- 11. december – Manuel Santana, španski tenisač (* 1938)[225]
- 16. december – Pavle Dešpalj, hrvaški skladatelj (* 1934)[226]
- 19. december – Carlos Marin, španski pevec (* 1968)[227]
- 20. december – Giuseppe Galante, italijanski veslač (* 1937)[228]
- 23. december:
  - Ljudmil Rus, slovenski dirigent in glasbenik (* 1933) [229]
  - Bojan Strašek, slovenski rokometaš (* 1969)[230]
- 26. december:
  - Desmond Tutu, južnoafriški duhovnik, nobelovec (* 1931)[231]
  - Edward Osborne Wilson, ameriški biolog (* 1929)[232]
- 31. december – Betty White, ameriška igralka (* 1922)[233]

### Neznan datum smrti
Spodaj so naštete osebe, za katere točen dan smrti ni javno znan.
- Franc Vodopivec, slovenski metalurg (* 1931)[234]
- Francka Erjavec, slovenska kegljavka (* 1924)[235]
- Zora Tomič, slovenska sociologinja (* 1929)[236]
- Marija Benko, slovenska igralka (* 1938)[237]
- Bojan Globočnik, slovenski smučarski skakalec (* 1962)[238]
- Pavle Svete, slovenski pravnik[239]
- Marko Kranjec, slovenski bibliotekar (* 1930)
- Ernest Aljančič, slovenski hokejist in športni delavec (* 1945)[240]
- Károly Vass, madžarska rokometašica (* 1944)[241]
- Štefan Cigoj, slovenski diplomat (* 1935)[242]
- Pavel Anton Košir, slovenski duhovnik (* 1936)
- Anton Jezernik, slovenski strojnik, univ. prof. (* 1939)
- Nataša Vodušek, slovenska veleposlanica (* 1966)[243]
- Jože Mlinarič, slovenski filolog (* 1935)[244]
- Tonči Kuzmanić, slovenski sociolog (* 1956)[245]
- Franc Arko, slovenski režiser in scenarist (* 1953)[246]
- Jože Bohinjec, slovenski zdravnik internist, hematolog (* 1923)[247]

## Nobelove nagrade
- fizika: Sjukuro Manabe, Klaus Hasselmann, Giorgio Parisi
- fiziologija ali medicina: David Julius, Ardem Patapoutian
- kemija: Benjamin List, David W.C. MacMillan
- književnost: Abdulrazak Gurnah
- mir: Maria Ressa, Dimitrij Andrejevič Muratov
- ekonomija: David Card, Joshua Angrist, Guido Imbens